# Peperomia serpentarioides
Peperomia serpentarioides är en pepparväxtart som beskrevs av Friedrich Anton Wilhelm Miquel. Peperomia serpentarioides ingår i släktet peperomior, och familjen pepparväxter. Inga underarter finns listade i Catalogue of Life.